# August Friedrich Ferdinand von der Goltz
August Friedrich Ferdinand von der Goltz, född 20 juli 1765 i Dresden, död 17 januari 1832, var en preussisk greve och statsman. 
von der Goltz var sändebud i Polen, Danmark, Sverige och Ryssland, bevistade som Preussens fullmäktig kongressen i Erfurt 1808 och slöt 1812 fördragen med Frankrike.